# Rochedos de Liancourt
Os Rochedos de Liancourt, conhecidos na Coreia como Dokdo (em coreano:  독도) e no Japão como Takeshima (em japonês:  竹島) são um pequeno grupo de ilhéus no oceano Pacífico, localizadas entre a península da Coreia e o arquipélago japonês. Estão sobre águas de área de pesca de grande valor, com possibilidade de existência de gás natural. O nome internacional "Rochedos de Liancourt" é originário de "Le Liancourt", nome de um navio baleeiro francês que quase colidiu nas rochas em 1849.
Apesar da Coreia do Sul controlar os ilhéus, a soberania territorial das rochas é contestada pelo Japão, fazendo das ilhas um território disputado. A Coreia do Norte também reclama as ilhas. A Coreia do Sul administra os ilhéus como Dokdo-ri, Ulleung-eup, condado de Ulleung, província de Gyeongsang do Norte. Enquanto o Japão classifica-as como parte de Okinoshima, distrito de Oki, prefeitura de Shimane.

## História

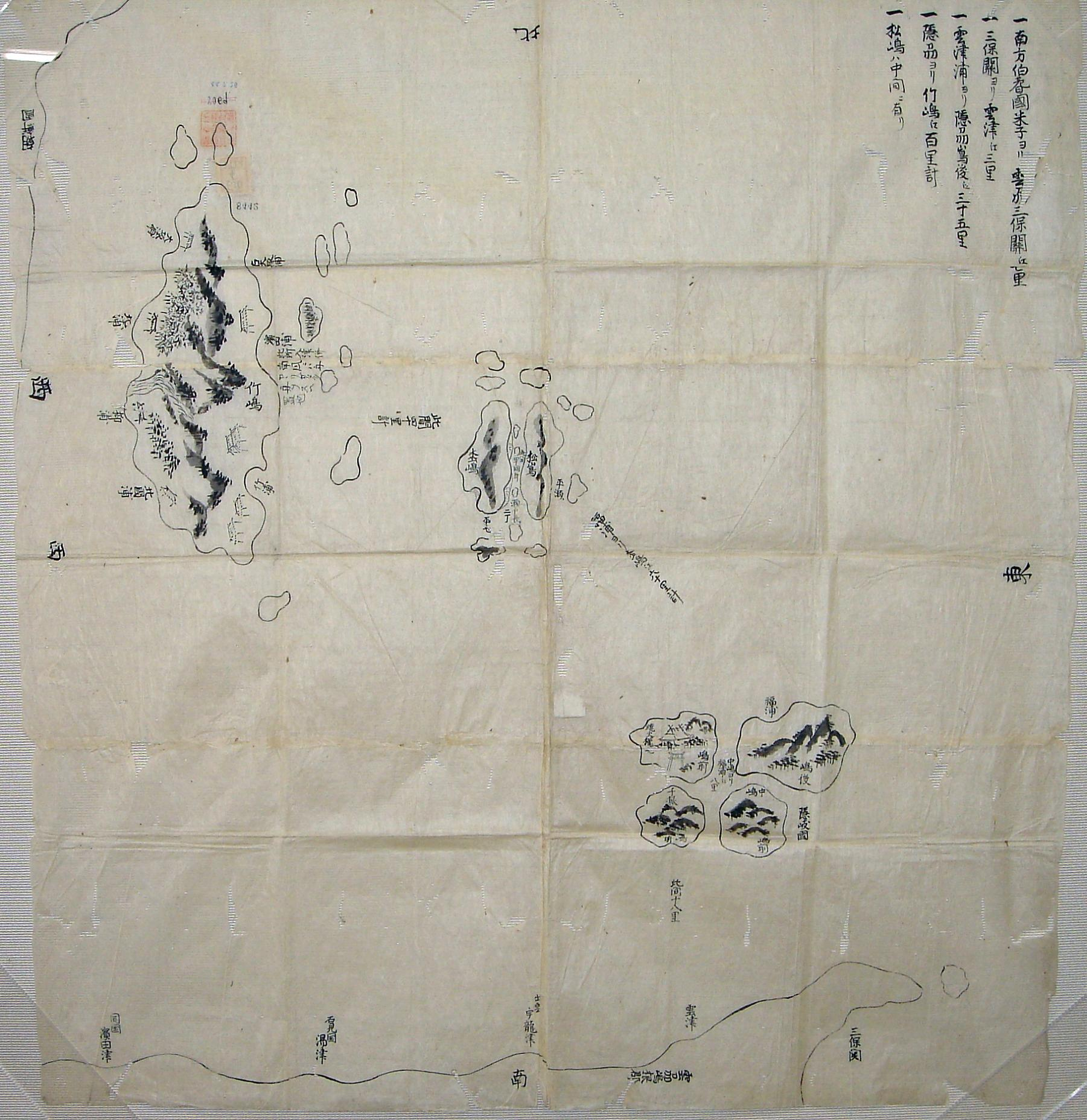
Um mapa japonês datado de 1724, com as Ilhas Oki no canto inferior direito, Rochedos de Liancourt no centro e Ulleungdo à esquerda

Em 1849, um baleeiro francês de Le Havre, Le Liancourt, deu o nome às ilhas de Rochedos de Liancourt. Os russos designaram-nas Rochedos de Menalai e Olivutsa em 1854, e, os ingleses, Rochedos Hornet, em 1855.
O número 3 da Instrução nº 677 do Comandante Supremo das Forças Aliadas (SCAPIN nº 677) entregue ao Governo japonês no dia 29 de Janeiro de 1946 enumera  as áreas excluídas do território japonês, entre elas as ilhas Jeju, Ulleungdo e Liancourt.
A SCAPIN nº 1033, entregue no dia 22 de Junho de 1946, diz que "os navios japoneses e seus tripulantes não devem aproximar-se de Liancourt a menos de 12 milhas nem ter qualquer contato com esta ilha".
O Tratado de São Francisco, assinado em 1951, estipula que o Japão reconhece a independência da Coreia e desiste de todos os direitos sobre este país, incluindo as Ulleungdo e Geojedo.
A Coreia do Sul declarou no dia 18 de Janeiro de 1952 que os Rochedos de Liancourt são território coreano, através do anúncio da "Declaração Presidencial dos Direitos da Coreia nos Mares Circundantes" (vulgarmente chamada Linha de Seung-man Lee, Linha da Paz).
Atualmente a Coreia do Sul tem um destacamento policial permanente de vigilância. No campo da conservação ambiental, os sul-coreanos classificaram os Rochedos de Liancourt como monumento nacional nº 336.

## Demografia
Apesar de possuir residentes permanentes, o acesso ao arquipélago é relativamente restrito e está em vigilância 24 horas por dia. A restrição de acesso diminuiu paulatinamente com a emergente atividade turística patrocinada pela própria província de Gyeongsang Norte, tanto nas ilhas principais como na zona marítima circundante.

## Natureza de Dokdo
A ilha, com ambiente natural e clima têm importante valor ecológico.

### Clima
A Temperatura Média Anual é de 12 °C. Sendo em janeiro 1 °C e em agosto : 23 °C. 

#### Precipitação
A precipitação média anual é de 1.240 milímetros (Principalmente neve durante o inverno). Trata-se de um típico clima oceânico afetado pelas correntes oceânicas quentes, de frequente nevoeiro, sendo nebuloso por mais de 160 dias por ano. Na ilha chove 150 dias por ano.

### Ecologia
É um objeto-local de estudo sobre a origem e distribuição da natureza da Coreia, já que a ilha tem sua importância biogeográfica, onde se repousam ou se refugiam aves migratórias.

#### Plantas
Cerca de 60 espécies plantas encontram-se em Dokdo.

##### Plantas herbáceas
Dente-de-leão, trevo-azedo, capim rabo-de-raposa, capim-colchão, Artemísia, beldroegas, pé-de-pato, plantago, oryzifolium, margarida ártica e mauritânia.

##### Árvores
Pinheiro negro, lonicera insularis, baga-avinhada, serralha e camélia.

#### Insetos
Cerca de 130 espécies de insetos, incluindo libélula, tesourinha, gafanhotos, besouros, mosca e borboleta senhora-pintada.

#### Aves
Cerca de 160 espécies de aves. Entre elas alma-de-mestre, pardela listrada, gaivota de cauda negra, francelho, águia-pescadora, aftas escura, gaivota glauca, pombo madeira preta, rabo-ruivo redstart e garça chinesa.

#### Vida Marinha

##### Peixes
Sauro pacífico, olho-de-boi, baiacu, dorosoma cepedianum, congro, peixe-chato, arctoscopus japonicus, pleugrammuns azonus, budião preto e lula.

##### Marisco
Incluindo abalone, concha e mexilhão.

##### Algas Marinhas
Wakame, kombu, nori e gelidium.

##### Outra vida marinha
Pepino do mar e camarão, por exemplo. 

## Localização
Se, por um lado, a Coreia do Sul as classifica como parte do Condado de Ulleung, província de Gyeongsang do Norte, o Japão reclama-as como parte da cidade de Okinoshima, Distrito de Oki, Prefeitura de Shimane.

## Mapa

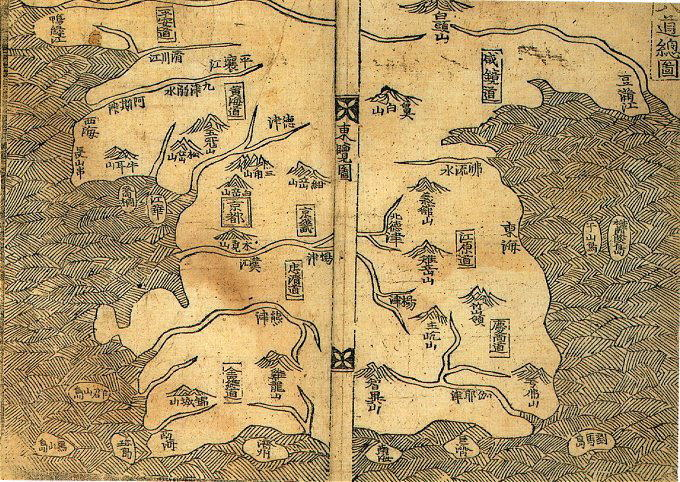
Dokdo (Usan, 于山) foi desenhado a oeste de Ulleungdo (鬱陵島). (1530, Coreia)
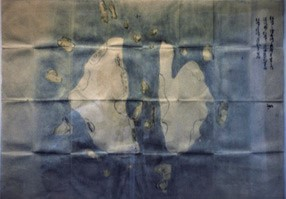
O mapa mais antigo de rochedos de Liancourt. (1656, Japão)
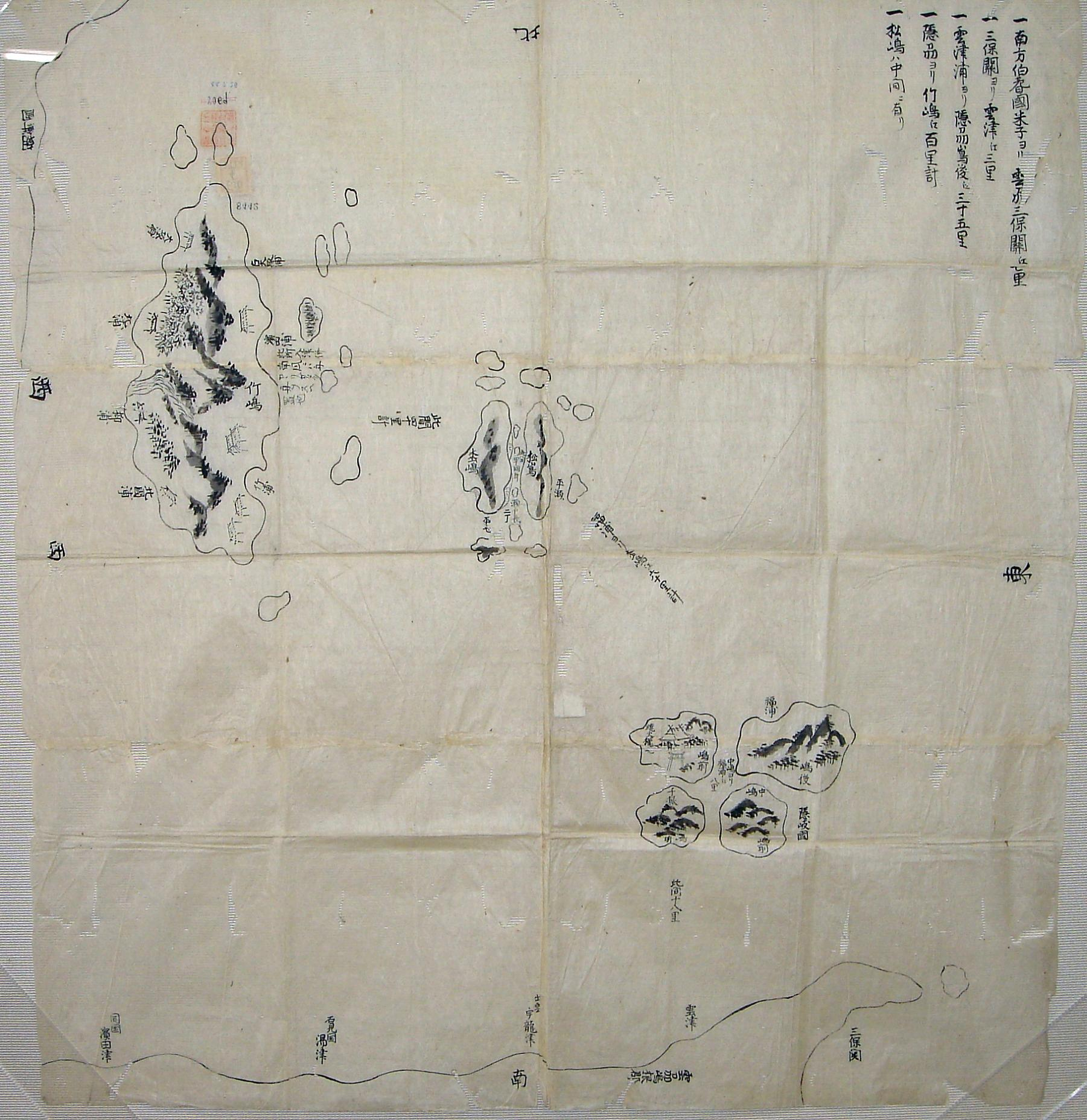
Ilhas Oki na parte inferior direita, rochedos de Liancourt de Ulleungdo no centro e à esquerda. (1724, Japão)
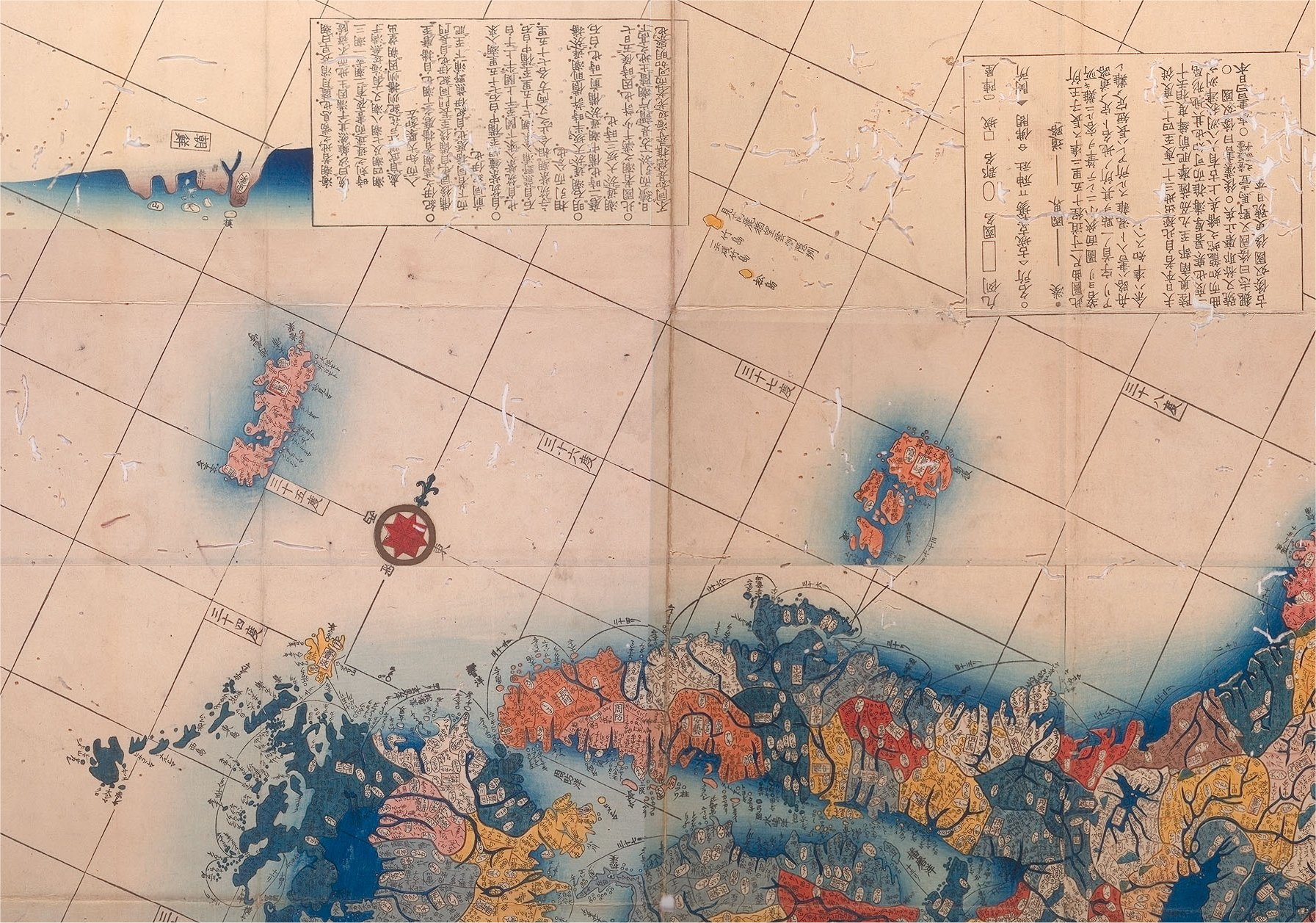
O mapa rochedos de Liancourt (松嶋) e Ulleungdo (竹嶋) foram desenhados no mapa que foram desenhadas linhas de longitude e paralelo. (1775, Japão)
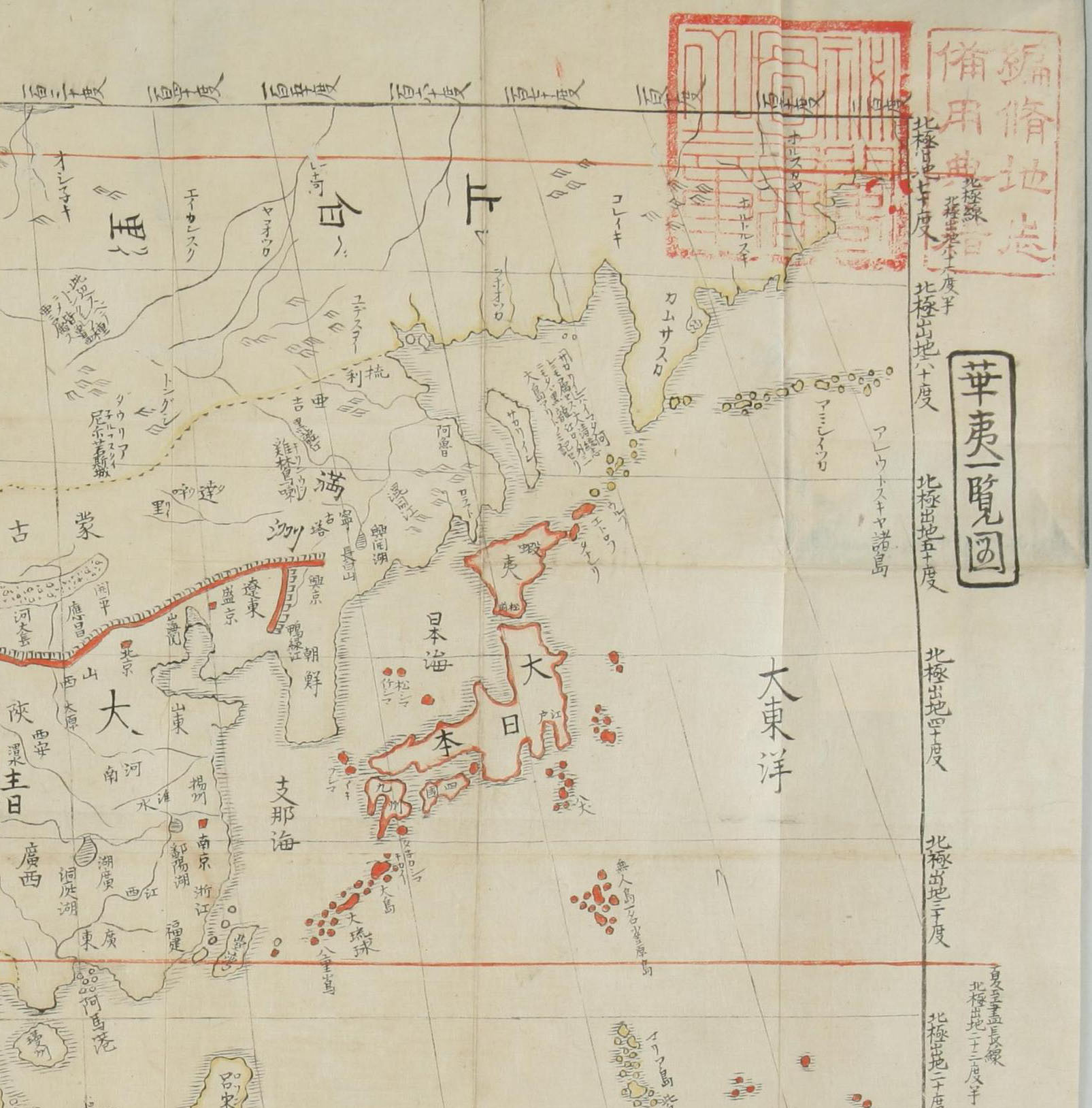
Considerou-se que as rochedos de Liancourt (松シマ) pertenciam ao domínio do Japão. (1790, Japão)
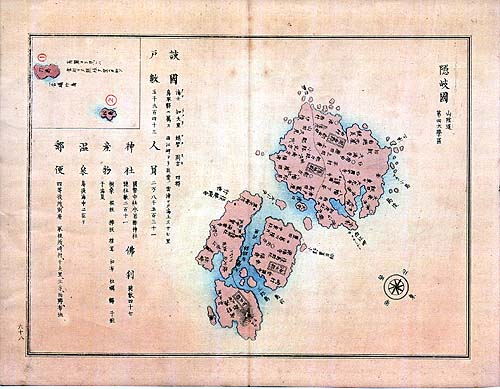
As foram desenhadas como uma ilha isolada diferente da ilha de Oki. (1875, Japão)
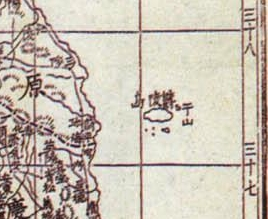
Dokdo (Usan) foi projetado ao lado Ulleungdo. (1899, Coreia)

## Posição básica do governo coreano sobre Dokdo
Para o Governo Sul Coreano, Dokdo é claramente o território inerente da Coreia, histórico e geograficamente, e de acordo com o Direito Internacional. Não existe nenhuma disputa territorial a respeito de Dokdo, e, portanto, Dokdo não é uma questão a ser tratada por meio de negociações diplomáticas para resoluções judiciais.
O governo da República da Coreia exerce a sua soberania territorial irrefutável da Coreia sobre Dokdo. O governo vai lidar com firmeza e determinação com qualquer provocação, e continuará a defender a integridade territorial da Coreia sobre Dokdo.

## Por que Dokdo é território coreano?

### Subjugação deUsan-guk
Usan-guk (Ulleungdo e Dokdo) foi conquistado por Ichan Isabu, e subjugado a Silla. A partir disso, Ulleungdo e Dokdo tornaram-se territórios coreanos. O fato está registrado na Compilação dos Documentos Referentes à Coreia (1770), em que diz, "Ulleung [Ulleungdo] e Usan (Dokdo) são ambos os territórios de Usan-guk".

### Sejong Sillok Jiriji(Volume Geográfico dos Anais do Reinado deSejong)
Está registrado no Volume Geográfico dos Anais do Reinado de Sejong, uma das compilações do início do governo Joseon, dizendo que tanto Ulleungdo e Dokdo pertencem ao conselho de Uljin da Província de Gangwon.
Observa-se especificamente, "As ilhas de Usan [Dokdo] e Mureung [Ulleungdo] não estão distantes entre si, de tal modo que, em dias claros, é possível avistar uma a partir da outra."

### Licença de Passagem paraTakeshima(Ulleungdo)
O xogunato japonês emitiu uma licença para as famílias Oya e Murakawa, autorizando a passagem para Takeshima (Ulleungdo). O ano em que foi emitida a licença é conhecido por ser 1618 ou 1625.

### Rapto deAn Yong-bokpor pescadores japoneses
Um incidente em que os pescadores coreanos An Yong-bok e Park Eo-Dun foram sequestrados e levados para o Japão por pescadores japoneses que trabalhavam para as famílias Oya e Murakawa enquanto pescavam em águas próximas de Ulleungdo.
A disputa sobre a posse de Ulleungdo (a Disputa Ulleungdo) eclodiu entre Joseon e Japão, como resultado do incidente.

### Instrução para inspecionarUlleungdo
Após o incidente do rapto de An Yong-bok, a disputa diplomática sobre a questão da soberania sobre Ulleungdo (Disputa Ulleungdo) eclodiu entre a Coreia e o Japão. Consequentemente, o governo de Joseon despachou Jang Hansang, um funcionário regional, para inspecionar a ilha de Ulleungdo. Depois disso, o governo de Joseon decidiu enviar funcionários para Ulleungdo para realizar inspeções a cada dois anos, como proposto pelo primeiro-ministro Nam Guman. 

### Resposta deTottori-han
Em 24 de dezembro de 1695, o xogunato Edo enviou uma pergunta para o Tottori-han para determinar se Ulleungdo fazia parte do Tottori-han. O Tottori-han respondeu a esta pergunta, informando o xogunato que nem Takeshima (Ulleungdo) e nem Matsushima (Dokdo) pertence a Tottori-han, e, assim, foi confirmado oficialmente que Ulleungdo e Dokdo não eram territórios japoneses.

### Ordem de Proibição de Passagem paraTakeshima(Ulleungdo)
Tendo recebido a confirmação de que Ulleungdo e Dokdo não eram territórios japoneses, o xogunato Edo baixou a ordem de proibição de passagem para Takeshima (Ulleungdo), em 28 de janeiro de 1696. Mais tarde, em uma correspondência diplomática com Joseon, o xogunato reconheceu oficialmente que Ulleungdo era território de Joseon.

### Viagem deAn Yong-bokao Japão
Este foi um incidente em que An Yong-bok navegou para o Japão, correndo atrás dos navios de pesca japoneses que estavam pescando em torno de Ulleungdo.
Um documento histórico intitulado “Memorando sobre a Chegada de um Barco de Joseon (Coreia) no Ano IX da era Genroku", registra que An Yong-bok informou autoridades na ilha de Oki que Ulleungdo e Dokdo pertenciam à Província de Gangwon de Joseon (Coreia). 

### Dongguk Munheon Bigo(Compilação de Documentos Referentes à Coreia)
Esta é uma compilação do governo que registra civilização e instituições de Joseon. Está escrito nela que "Usando [Dokdo] e Ulleungdo ... uma destas duas ilhas é Usan ... De acordo com a Geografia da Coreia, diz-se que Ulleung e Usan são ambos os territórios de Usan-guk e que Usan é o que os japoneses chamam de Matsushima [antigo nome japonês de Dokdo]. 

### Chosenkoku Kosai Simatsu Naitansho(Relatório da Investigação sobre os Detalhes das Relações Exteriores deJoseon(Coreia))
Este é um relatório apresentado ao Ministério dos Negócios Estrangeiros japonês por uma equipe de inspecção, incluindo Hakubo Sada. Este relatório, intitulado "O Inquérito Confidencial sobre particularidades das Relações Exteriores da Coreia", registros de "Como Takeshima [Ulleungdo] e Matsushima [Dokdo] vieram a pertencer a Joseon [Coreia]", o que revela que o Ministério dos Negócios Estrangeiros japonês claramente reconheceu Dokdo como território coreano.

### Ordem deDajokan
Esta é uma ordem dada pelo Dajokan, o mais alto órgão administrativo do Japão na época, ao Ministério dos Assuntos Internos japonês, confirmando que Ulleungdo e Dokdo não eram territórios do Japão.
Como resultado das consultas com o governo de Joseon (diz respeito à Disputa Ulleungdo), o Dajokan concluiu que Ulleungdo e Dokdo não pertenciam ao Japão, e baixou a ordem ao Ministério dos Assuntos Internos japonês em que diz: "A respeito de Takeshima [Ulleungdo] e uma outra ilha [Dokdo] sobre os quais um inquérito foi submetido, fique claro que Takeshima (Ulleungdo) e a outra ilha (Dokdo) não tem relação nenhuma com o nosso país (Japão). "

### Decreto Imperial da Coreia Nº.41
Este é um decreto proclamado pelo Imperador Gojong quem estipulou que "Ulleungdo será nomeado Uldo" e que "o cargo de inspetor [dogam] será promovido a administrador [gunsu]."
O artigo 2 do Decreto reafirma claramente que Uldo (Ulleungdo) terá jurisdição sobre Jukdo e Seokdo (Dokdo).

### Aviso Público da Província deShimaneNº.40
O Japão estava em guerra desde 1904 contra a Rússia com seus interesses na Manchúria e na península coreana, e precisava de Dokdo para satisfazer as suas necessidades militares em face de possíveis confrontos marítimos com a Rússia no Mar do Leste. O Japão assim tentou anexar Dokdo em 1905 através deste aviso, alegando que a ilha era terra nullius.

### Relatório deShim Heung-taek, administrador deUldo
Este é um relatório entregue ao governador em exercício da Província de Gangwon e ao Ministério coreano dos Assuntos Internos (hoje o equivalente ao atual Ministério da Segurança e da Administração Pública) por Shim Heung-taek, o administrador do então Conselho de Uldo.
Este relatório afirma que "Dokdo sob a jurisdição deste concelho ..." e, portanto, prova que Dokdo estava sob a jurisdição do Conselho de Uldo (Uldo-gun).
A Diretriz Nº.3 de Maio é uma diretriz emitida pelo Uijeongbu, o órgão máximo de decisão do Império Coreano, repudiando a anexação de Dokdo ao território do Japão.
O Uijeongbu recebeu a notícia do governador em exercício da Província de Gangwon sobre anexação de Dokdo do Japão, e, posteriormente, o vice-primeiro-ministro do Uijeongbu emitiu esta diretriz repudiando a anexação.

### Comandante Supremo das Forças Aliadas Número de Índice (SCAPIN) 677
Este é um memorando que ordenou a separação governamental e administrativa de Dokdo do Japão após o fim da Segunda Guerra Mundial. O Comandante Supremo das Forças Aliadas determinou que "... o Japão está definido ... excluindo (a) ilha Utsuryo (Ulleung), rochas Liancourt (ilha Take) [Dokdo] e ilha Quelpart (Saishu ou Cheju).. . " 

#### Comandante Supremo das Forças Aliadas Número de Índice (SCAPIN) 1033
Este é um memorando, seguindo SCAPIN 677, determinando a proibição os navios japoneses ou povo japonês de aproximarem-se para dentro de 12 milhas náuticas de Dokdo.

## Ligações
- Ciber Dokdo: uma página web da província de Gyeongsangbuk, Coreia do Sul
- A posição japonesa sobre Takeshima, do Ministério dos Negócios Estrangeiros japonês
- Takeshima é território japonês: página web do Governo da Prefeitura de Shimane, Japão
- The real truth behind the 2008 Brochure on Dokdo (Response of "10 Issues of Takeshima")
- The historical facts of the Dokdo - Takeshima Island dispute between Korea and Japan
- Artigo da Stanford University
- A posição sul-coreana sobre Dokdo, Ministério dos Negócios Estrangeiros